# Wolfgang Bibel
Wolfgang Leonhard Bibel (Nuremberga, 1938) é um cientista alemão e um dos fundadores da área de pesquisa de inteligência artificial na Alemanha. Até 2004, ele foi o chefe do intellectics, um grupo de pesquisa no departamento de ciência da computação da Universidade de Tecnologia de Darmstadt.

## Carreira

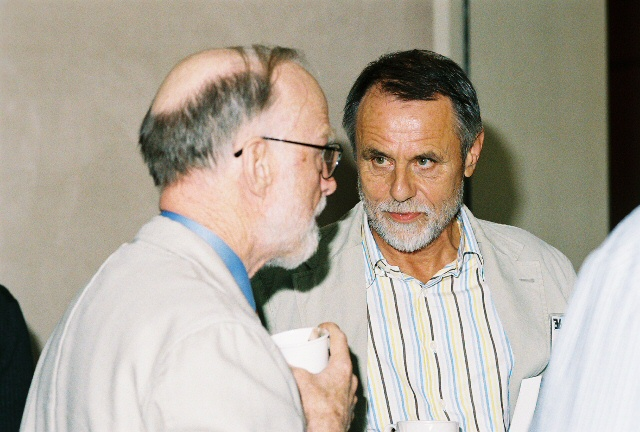
Wolfgang Bibel (à direita) com C. A. R. Hoare em 2006.

Wolfgang Bibel nasceu em Nuremberg, Alemanha. Ele foi educado como um matemático, obtendo um diploma em Matemática , em 1964, da universidade Ludwig-Maximilian , em Munique, e um Doutorado em Lógica Matemática, em 1968, também da Ludwig-Maximilian.

## Prémios e distinções
- Membro da Associação para o Avanço da Inteligência Artificial
- Membro da ECCAI
- Membro da Gesellschaft für Informatik, 2006[1]
- IJCAI Donald E. Walker Distinguished Service Award, 1999
- Vencedor Silver Core IFIP
- Vencedor do Prêmio Herbrand
- vencedor do Prêmio CADE Inc